# Gala Water
Gala Water är ett vattendrag i Storbritannien. Det ligger i riksdelen Skottland, i den centrala delen av landet. Gala Water mynnar vid Kingsknowes i River Tweed.